# Argentina 2002
«Argentina 2002» es una canción compuesta e interpretada por el artista  Palo Pandolfo. Forma parte de su tercer álbum de estudio solista de 2008 titulado Ritual criollo.

## Historia
Esta canción había sido grabada anteriormente en el álbum Intuición (2003), siendo la novena canción de aquel disco que, por problemas económicos, no fue editado comercialmente. 

## Interpretación
La letra de la canción aborda sobre la situación posterior a la crisis económica padecida en Argentina en diciembre de 2001. En una nota al cantautor argentino explicó el por qué de la mala reseña que recibió la canción:

Reportero: ¿Por qué la queja de «Argentina 2002» en medio de este estado de cosas? 
 Pandolfo: Ese tema lo armé con frases que escuché en un bar: las escribí y les agregué otras. El puntapié fue algo que me conmovió: “¿De qué te sirve levantarte a la mañana?”. Es algo muy a lo Arnedo. Me acuerdo que un día cayó en un bar de Floresta con el sonidista de Sumo: Tenía un cuadernito y cualquier cosa que escuchaba, la anotaba. Argentina 2002 está en esa línea... es como una especie de pesimismo activo.
 Palo Pandolfo